# Dragowo
Dragowo (bułg. Драгово) – wieś w Bułgarii, w obwodzie Burgas, w gminie Karnobat. W 2023 roku liczyła 268 mieszkańców.